# Bojidar Dimov
Bojidar Dimov (bulgarisch Божидар Димов, * 31. Januar 1935 in Lom an der Donau (Bulgarien); † 19. Juni 2003 in Köln) war ein bulgarischer Komponist.
Dimov studierte Klavier und Komposition an der Musikhochschule Sofia bei Wesselin Stojanow und an der Universität für Musik und darstellende Kunst Wien bei Hanns Jelinek, Karl Schiske, Erwin Ratz und Friedrich Cerha. Seit 1968 lebte er in Köln. Von 1969 bis 1972 war er Mitglied der Gruppe 8 Köln; 1970 gründete er das Ensemble für Neue Musik trial and error. Ab 1972 lehrte er an der Rheinischen Musikschule in Köln Komposition und gründete dort 1972 das Praktikum für neue Musik sowie 1980 das Jugend-Ensemble für neue Musik. Ab 1996 lehrte Dimov an der Robert Schumann Hochschule in Düsseldorf.

## Werke (Auswahl)
- Continuum II – Trauerminuten für Dana Kozanova für Kammerorchester (1968/69)
- Raumspiel für Sopran und Kammerensemble (1969/70)
- Die Hochzeit von Susa, Tanzoper (1973, unvollendet)
- Hauch der Nymphe für Shakuhachi solo (1975)
- Rondell für variables Instrumentalquartett (1982)
- Selbstbildnis mit Richard Wagner und anderen Erscheinungen des Tages und der Nacht für Sprecher, Sopran, Tenor und Kammerensemble (1982/83)
- Largo carpaccioso, Trio über eine Fuge von Bach (1983)
- Hymnen der Sirene für Vokalquintett und Klarinettenduo (1985/86)
- Auftrag für Baschandra, Jugendoper (1984/87)
- Trois Poèmes de Nicolai Liliev für Singstimme und Klavier (1987/88)
- Einmal und andere Liebesgesänge für Sopran, Violine und Klavier (1992/93)
- Passion Camille für Flöten (1 Spieler) und Gitarre (1995)
- Atemzüge für drei Flöten (1994/96)
- Reflexe I für Flöte und Klavier (1997)
- Rauchzeichen I für Viola solo (1990–1998)
- Tangenten II für Klavier (2000)
- Verästelungen für Flöte solo (2000)
- Drei Radierungen von Pablo Picasso für Klavier (1997–2001)
- Reflexe II für Flöte und Klavier (2002)

## Preise
- Förderpreisträger des Wiener Kunstfonds